# المسجد العمري (بصرى)
المسجد العـُمَري أو جامع العروس في بصرى: هو أحد مساجد مدينة بصرى الشام في الجمهورية العربية السورية، بني أيام الخليفة عمر بن الخطاب، ويعرف بالجامع العـُمَري نسبة إليه.

## الموقع
يقع المسجد العمري في وسط مدينة بصرى الشام الأثرية في سوريا التي تبعد 140 كم جنوب العاصمة السورية دمشق؛ ويشتهر باسم جامع العروس.

## اللمحة التاريخية

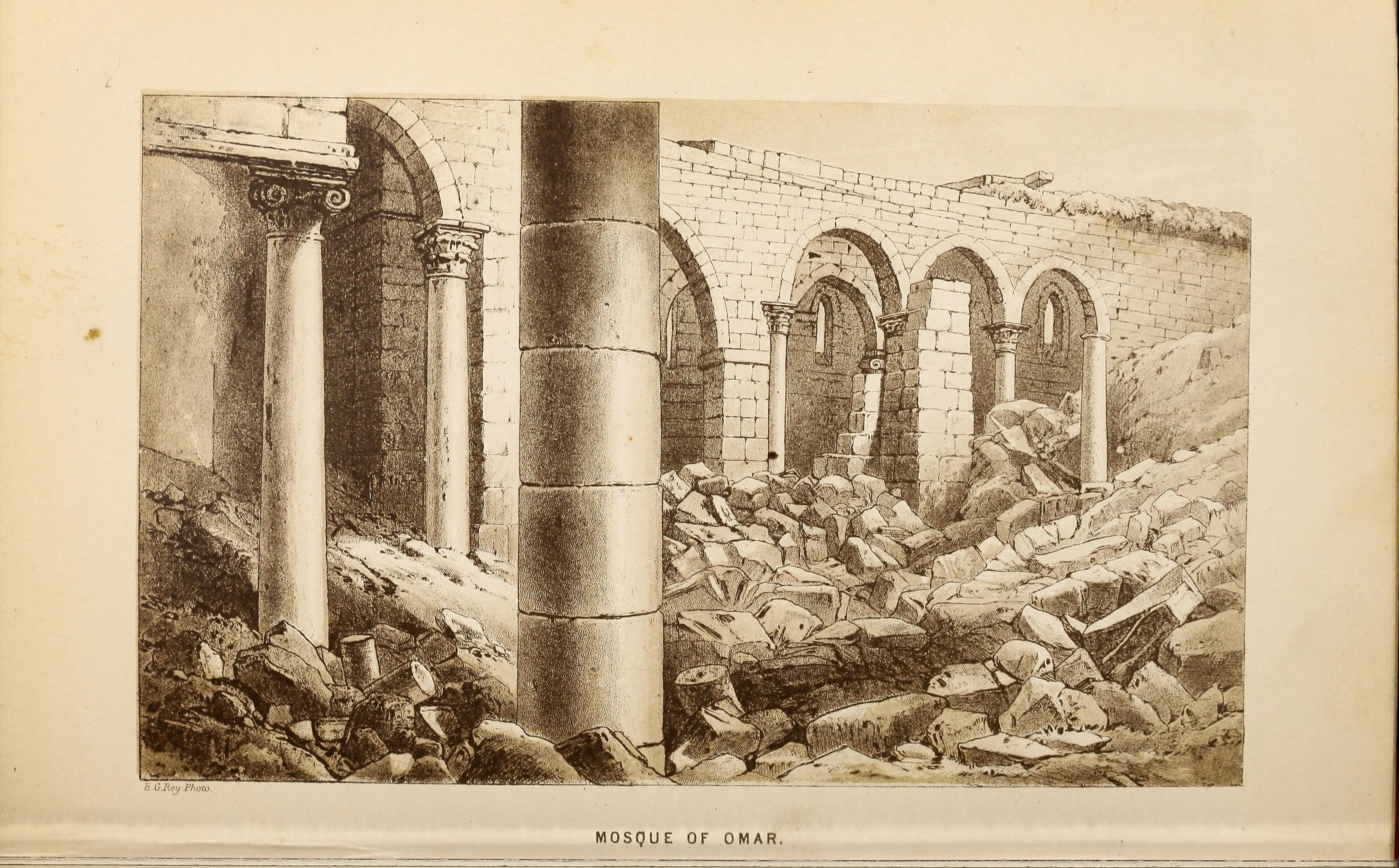
صورة للمسجد العمري ببصرى في كتاب مدن باشان العملاقة للمؤرخ ج. ل. بورتر عام 1865

يعد هذا الجامع من أقدم المساجد في سوريا حيث بني أيام الخليفة عمر بن الخطاب، ويعرف بالجامع العمري نسبة إليه وهو الجامع الوحيد الذي بني في عهد الإسلام الأول، وحافظ على واجهته القديمة حتى الآن، ولا يزال يحتفظ بتفاصيله المعمارية، وأعمدته التي بقيت في مكانها.
وقد طرأت على الجامع تجديدات وترميمات في عهود مختلفة، وكشفت أعمال الترميم التي قام بها المهندس الفرنسي إيكوشار عام 1936 م عن كتابة أموية كوفية مؤرخة عام 102هـ / 720 م وهذا نصها: «وهذه المئذنة قام على صنعتها بعد سنة مائة وكتب الحرث..».
كما وجدت كتابات أموية أخرى في إحدى الدعامات في الرواق الشرقي مؤرخة عام 128هـ / 745 م. وجدد أحد أقسام السقف عام 460هـ/ 1067 م كما تشير إلى ذلك كتابة كوفية على إحدى مسطحات السقف: «جدده في سنة ستين وأربع مائة».
وقد جدد الجامع أمين الدولة أبو منصور كمشتكين الأتابكي عام 506هـ/ 1122 م. كما توجد كتابة على الجدار الشمالي من الخارج بالخط النسخي تشير إلى تجديد الصحن في العهد الأيوبي عام 618هـ/ 1221 م.
ولكن اليوم 13/4/2013 **** 2/6/1434 قامت قوات النظام السوري بهدم مئذنة الجامع.

## الوصف المعماري
يتألف المسجد من صحن مكشوف أبعاده 16×13م تتوسطه ميضأة مربعة 2×2م داخلها نافورة ماء ويحيط بها عامود رخامي قطره 50 سم وتاج دوري ارتفاعه 2م، رصفت أرضية الصحن بالحجر الكلسي الأبيض والبازلتي الأسود على شكل متداخلات مع تزيينات وأشكال هندسية مختلفة الألوان، تلتف حول الصحن أربعة أروقة ويشكل الرواق الجنوبي حرم الصلاة ويبلغ عرضه 12م، وقد غطيت واجهة هذا الرواق بكلسة تمتد عليها ثلاثة أشرطة من الزخارف النباتية المحفورة في الجص، تحصر بينها حقلين مملوءين بالكتابات الكوفية المزهرة والمحفورة على الجص أيضًا.
ويبدو أن كامل الجدار فوق هذه الأشرطة كان مملوءًا بالزخارف النباتية التي تتخللها آيات قرآنية، وتعد هذه الزخارف والكتابات الجصية من أهم المعالم الفنية في المسجد.
يبدو المسجد من الداخل على شكل معرض للأعمدة والتيجان من مختلف الطرز حيث يبلغ عددها 44 عمودًا بكافة عناصره المؤلفة من ركيزة ووسادة وطبلة عمود وتاج وغيرها. من هذه الأعمدة 16 عمودًا من الرخام الأبيض والحجر الكلسي، أما التيجان فمنها 14 تاج على الطراز الكورنثي واثنان على النمط الأيوني والباقي من الطرز الدورية والبسيطة.
جاء توزيع الأقواس بطريقة متصالبة بحيث يبلغ عددها 7 أقواس شرق غرب أكبرها في الوسط و6 أقواس متساوية البعد من الحجر البازلتي، يتوسط جدار القبلة محراب الجامع وهو بسيط أبعاده 1×2.6م على شكل صندوق مفتوح ينتهي بنصف قبة. وفي المسجد منبر خشبي حديث.
زين المسجد من الداخل بكساء من الملاط الكلسي مع تزيينات نباتية وهندسية جاءت مع السلاجقة من شرق آسيا عبر إيران وكتابات قرآنية بالخط الكوفي المزين بالحجم الكبير وعلى امتداد جدار القبلة.
يتقدم المسجد من الشرق رواق مقنطر منخفض يشرف على الشارع بـ 9 أقواس مختلفة الارتفاع، واستعملت بعض أقسامه للوضوء. يتخلله أبواب تؤدي إلى المسجد.
زودت الواجهة من الأعلى بـ 5 نوافذ مقوسة ومختلفة القياس. يتقدم المسجد من الغرب ساحة مكشوفة عرضها على امتداد الجامع. أما الواجهة الغربية للمسجد والمشرفة على الساحة فقد جاء بناؤها موحدًا مما يدل على أنها بنيت بفترة واحدة. تنفرد هذه الواجهة بأنها تحوي درجًا حجريًا يؤدي إلى سطح المسجد مكون من 40 درجة نفذ بتداخل مع مداميك البناء.
تبين الواجهة الشمالية التي هي على ارتفاع 10م الاختلافات والتحولات والإصلاحات التي شهدها البناء. حيث نلاحظ أن الجدار حتى ارتفاع 4م يملك انسجامًا موحدًا في البناء تتخلله ثلاثة أبواب، وبعد بناء الأبواب نجد أن الجدار بني بمدماك من أجزاء مختلفة الأقطار بلغ عددها 34 جزءًا صفت بشكل عرضاني. وهي الوحيدة في المسجد التي جاءت خالية من النوافذ.
أما الواجهة الجنوبية فهي الوحيدة المنتظمة وتحتوي على خمسة نوافذ مقوسة.
أما المئذنة فهي على ارتفاع 6م تقع في الزاوية الشمالية الشرقية من المسجد، جاء قسمها السفلي مربع الشكل بأبعاد 4.80× 4.80م نفذ فيها مدخلان أحدهما للمسجد والآخر يفتح إلى خارج المسجد. ثم يتقلص كل ضلع من كل جهة 60 سم ليصبح طول كل ضلع 4.2سم ثم تأخذ بالتقلص التدريجي حتى ارتفاع 18م بحيث يتقلص طول الضلع إلى 50سم وبذلك يصبح ارتفاعها الكامل 24م، ولقد زودت بفتحات تهوية وإضاءة غير منتظمة على مستوى ارتفاعها.
تاريخ بنائها ليس مؤكدًا ويعتقد أنها بنيت بنفس الفترة التي بنيت فيها الواجهة الشمالية والتي تعود إلى الربع الأول من القرن السابع الهجري. في أعلى كل واجهة منها نافذتان بينهما عمود محلزن، وفوق كل نافذة قوسان متعاكسان، وفي أعلى المئذنة يوجد كورنيش حجري بارز.